# Morbid Angel
I Morbid Angel sono un gruppo death metal proveniente da Tampa, Florida, tra i pionieri del death metal americano ed una delle più grandi influenze per tutto il movimento del metal estremo.
La nascita avvenne nel 1984 e dopo vari cambi di formazione e la pubblicazione di tre demo, i Morbid Angel trovarono la stabilità di organico con il chitarrista Trey Azagthoth, il batterista Pete Sandoval, il cantante e bassista David Vincent e il secondo chitarrista Richard Brunelle.
I primi tre album registrati con questa formazione ebbero un successo crescente, facendoli diventare uno dei gruppi death metal col maggior numero di dischi venduti.
Nel tempo hanno saputo rinnovare le sonorità proposte, divenendo un punto di riferimento nel panorama metal più estremo, al pari dei conterranei Death.
Una peculiarità della band è riscontrabile nella scelta dei titoli dei loro album, che avviene sempre in ordine alfabetico.

## Storia del gruppo

### Gli inizi (1984-1985)

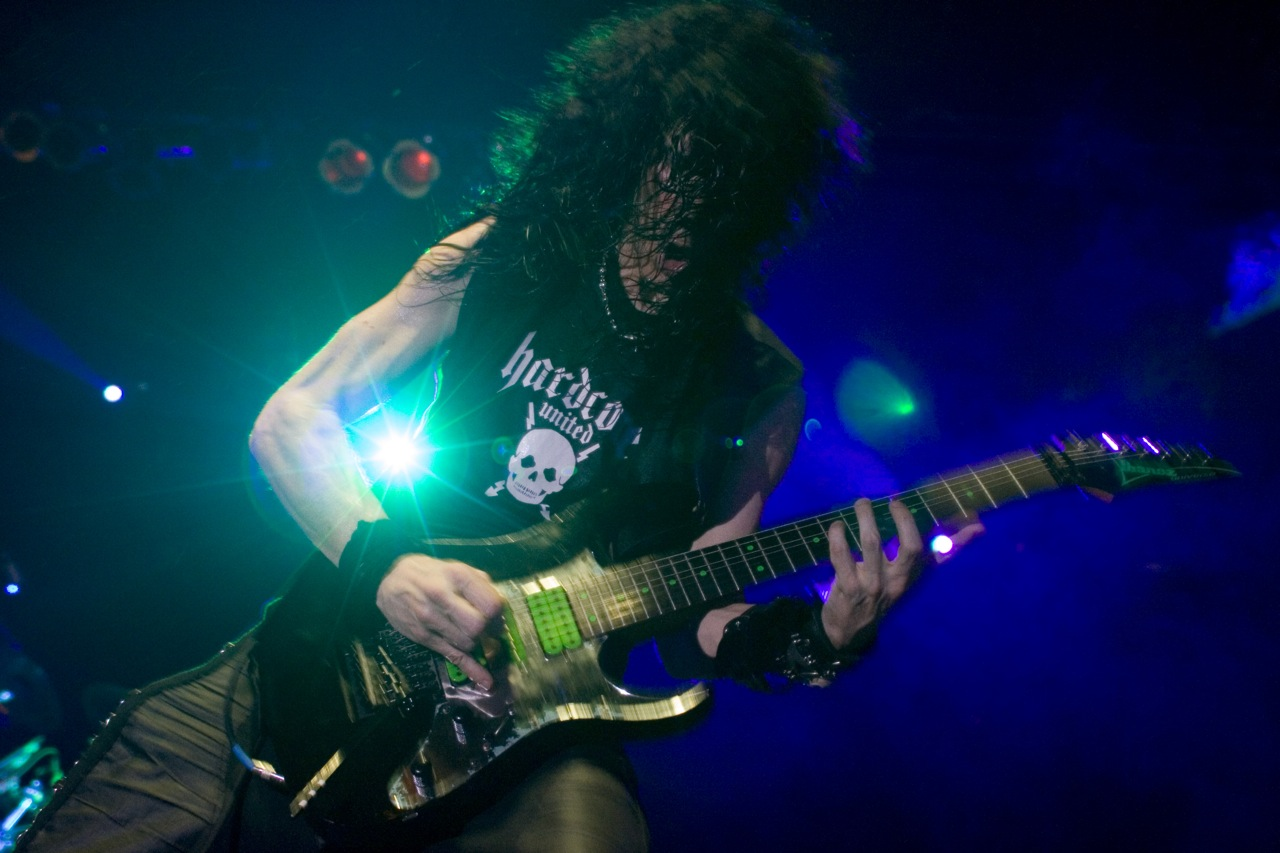
Trey Azagthoth

Nei primi anni ottanta il chitarrista George Emmanuel III, in arte Trey Azagthoth, conobbe il batterista Mike Browning e decisero di formare una band. I due frequentavano la stessa high school ed è lì che incontrarono il bassista e cantante Dallas Ward. Inizialmente utilizzarono il nome Ice, che in seguito cambiarono in Heretic. Dopo aver scoperto che esisteva già un omonimo complesso musicale, Azagthoth decise che si sarebbero chiamati Morbid Angel. Ciò avvenne nel 1984 quando il trio aveva già alle spalle diverse sessioni di prova.
Il loro proposito iniziale fu di creare una band che elevasse gli standard del metal estremo, rappresentato a quell'epoca da gruppi quali Slayer, Venom, Celtic Frost e Possessed.
L'intento venne realizzato con un approccio sonoro assai pesante ed aggressivo e con una progressione a livello tecnico, sia nell'esecuzione che nella composizione della musica. Le tematiche trattate nelle loro prime canzoni presero spunto principalmente dal Ciclo di Cthulhu e dai racconti del Necronomicon di H.P. Lovecraft, di cui il chitarrista era un grande appassionato, al punto da ispirarsi anche per il suo pseudonimo. Nel 1985 si aggiunsero Richard Brunelle alla chitarra e, poco tempo dopo, il cantante Kenny Bamber col quale si cimentarono solo in alcune sessioni di prova. In seguito Dallas Ward lasciò la band e il posto di bassista venne assegnato a John Ortega, mentre le parti vocali furono affidate a Browning.

### I demo e la Earache (1986-1988)
Con la nuova formazione, nel 1986, registrarono i loro primi due demo tape, Scream Forth Blasphemy e Bleed for the Devil. Lo stesso anno siglarono un accordo con la Goreque Records, una piccola etichetta discografica gestita da David Vincent, e si cimentarono nella realizzazione del loro primo full-length. Vennero quindi incisi nove brani per l'album Abominations of Desolation che però rimase inedito poiché Azagthoth e Vincent non lo ritennero soddisfacente. Dopo aver partecipato a questa registrazione Ortega venne sostituito da Sterling "Von" Scarborough. Questa formazione durò solo un paio di mesi, poi lasciarono il gruppo sia Scarborough che Mike Browning, quest'ultimo a causa di dissidi con Trey Azagthoth. Lo stesso David Vincent si unì allora alla band ricoprendo il ruolo di bassista, quindi furono ingaggiati il cantante Michael Manson ed il batterista Wayne Hartsell. Manson rimase solo per un breve periodo, dopodiché Vincent si dedicò anche alle parti vocali. Il quartetto così formato da Azagtoth, Vincent, Brunelle e Hartsell, nel 1987, incise il demo  Thy Kingdom Come, che l'anno successivo venne pubblicato in Europa su vinile in formato 7".
Nel 1988 il batterista Pete Sandoval, proveniente dai Terrorizer, prese il posto di Hartsell. Nello stesso periodo la band, con pochi mezzi a disposizione, effettuò un tour negli Stati Uniti, esibendosi nei locali e nei piccoli club. Durante uno di questi concerti vennero notati da Mick Harris dei Napalm Death, il quale portò alcuni nastri con le registrazioni dei Morbid Angel a Digby Pearson della Earache Records, la stessa etichetta che aveva da poco pubblicato l'album di debutto del gruppo di Harris. Poco tempo dopo la band floridiana venne messo sotto contratto.

### I primi successi (1989-1992)

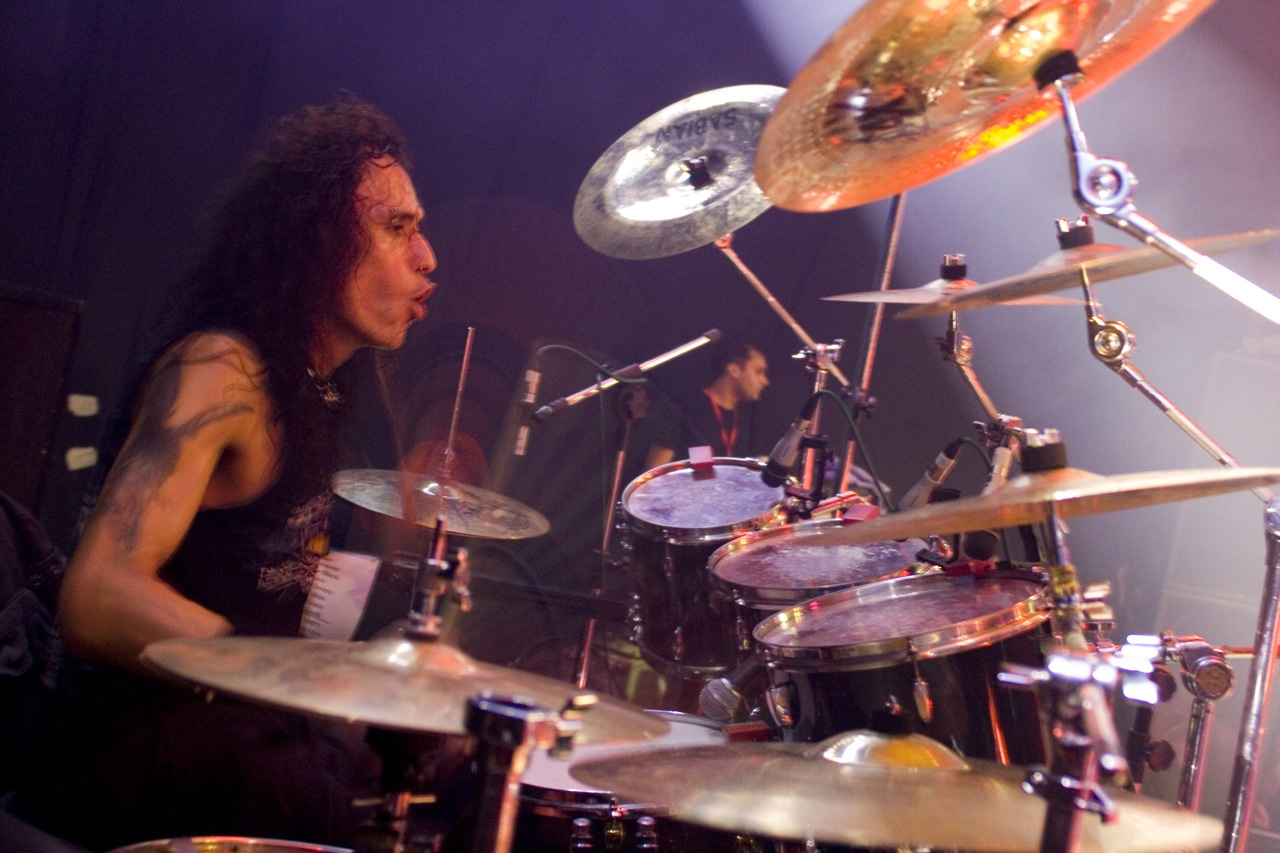
Pete Sandoval

Nel 1989 uscì il loro primo album, Altars of Madness, che venne registrato presso i Morrisound Studios. Il disco destò subito un grande clamore, raggiungendo la prima posizione nella Official Independent Chart.
A novembre dello stesso anno i Morbid Angel partirono per il Regno Unito, dove parteciparono al Grindcrusher Tour, esibendosi in una serie di concerti assieme a Napalm Death, Carcass e Bolt Thrower. In seguito accompagnarono i Napalm Death durante il loro European Grindcrusher Tour che si svolse in alcuni stati del centro Europa.
Nel 1990 si cimentarono invece nel prolifico Madness Tour che li portò in diverse località statunitensi ed europee. A gennaio dell'anno successivo tornarono ai Morrisound Studios per la registrazione del loro secondo album.
A due anni di distanza dall'esordio discografico venne pubblicato Blessed Are the Sick che fu l'ultimo lavoro con Brunelle alla chitarra. Il disco riscosse un successo maggiore rispetto al precedente e divenne presto una pietra miliare del proprio genere, sia per la struttura innovativa dei brani che per il lirismo dei testi.
Nel settembre 1991 la Earache, visto il buon riscontro di vendite ottenuto, diede alle stampe Abominations of Desolation, il primo lavoro prodotto dai Morbid Angel e rimasto fino ad allora inedito. Questo lavoro è però generalmente considerato come un demo, infatti ben otto delle nove canzoni contenute appaiono in una diversa versione su altri album. A ridosso di queste uscite diedero il via al Sickness Tour che li tenne impegnati sino al 1992 e che li vide esibirsi anche in Australia.

### CovenanteDomination(1993-1996)

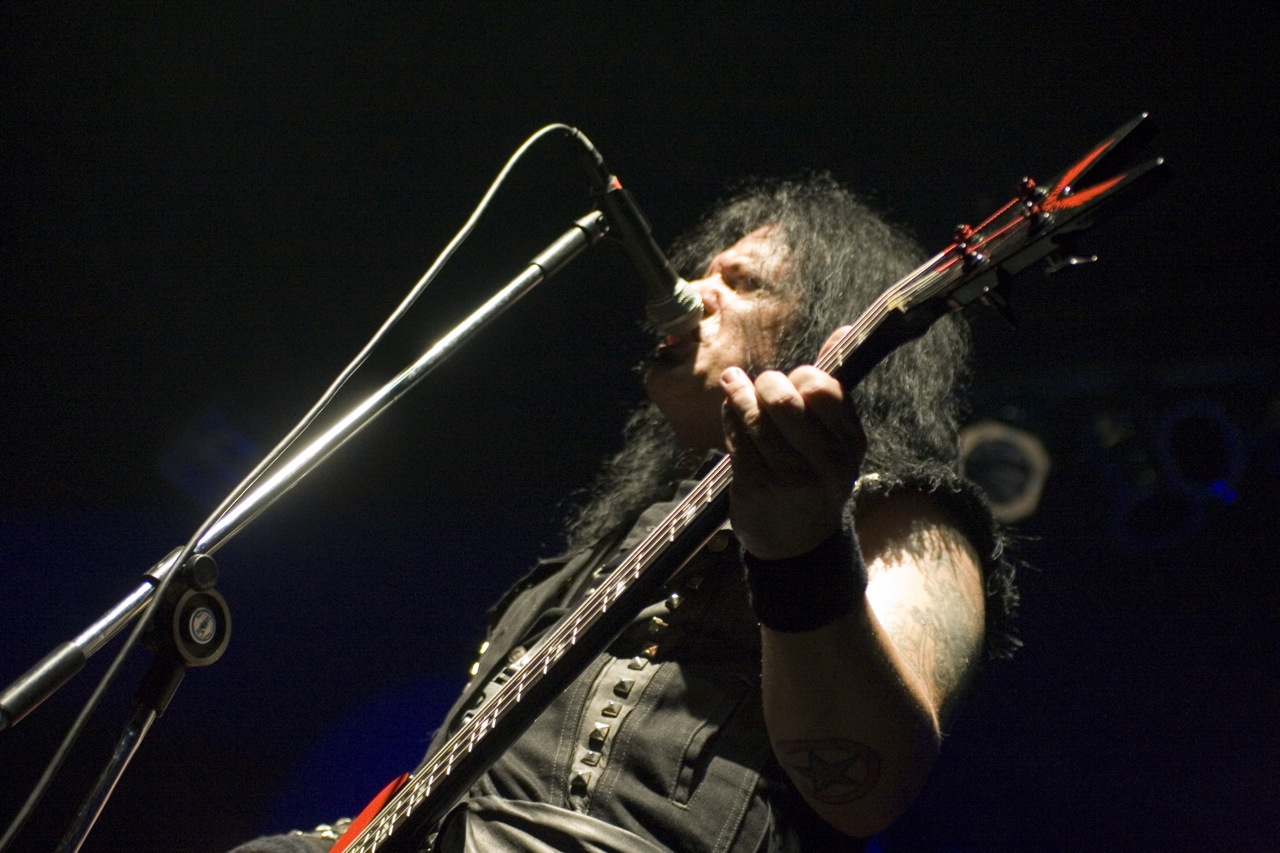
David Vincent durante un'esibizione

Grazie ai consensi ottenuti la band catturò l'attenzione della Giant Records, una label allora appartenente alla Warner Bros., che li mise sotto contratto facendoli diventare il primo gruppo death metal ad essere ingaggiato da una major.
L'etichetta pubblicò i due album successivi per il mercato statunitense, mentre la Earache continuò le pubblicazioni a livello europeo.
Il 1993 fu l'anno di Covenant, terzo capitolo della saga dei Morbid Angel, che secondo Nielsen SoundScan risultò essere uno dei dischi death metal più venduti nella storia, avendo raggiunto, nel 2011, la quota di 153 000 copie nei soli Stati Uniti. Questo fu anche il primo lavoro della band in cui tutte le parti di chitarra vennero registrate da Trey Azagthoth. 
Per la promozione dell'album furono realizzati i videoclip delle canzoni Rapture e God of Emptiness, che vennero trasmessi su MTV durante i programmi Headbanger's Ball e Beavis and Butt-head.
Il tour europeo che seguì l'uscita dell'album, vide l'ingresso nella band del chitarrista Erik Rutan.
A maggio del 1994 uscì Laibach Remixes, un EP di quattro tracce contenente le canzoni God of Emptiness e Sworn to the Black, tratte dall'album precedente, in versione originale e remix. Per l’occasione si avvalsero della collaborazione della band slovena Laibach da cui l’EP prende il nome.
Nel 1995 venne pubblicato Domination, fino ad allora il lavoro più sperimentale e variegato del gruppo, caratterizzato da un suono freddo e apocalittico. Alcuni brani di quest'album si contraddistinsero per una piccola dose di elementi industrial metal che sorpresero i sostenitori più intransigenti, nonostante ciò il disco riuscì nel tempo a riscuotere un buon successo di vendite.
L'apporto in fase compositiva di Rutan e la tendenza a sperimentare di Vincent, furono i principali fattori che contribuirono all'evoluzione stilistica del gruppo.
Il Domination Tour impegnò la band fino all'anno seguente e ancora una volta toccarono tre continenti, esibendosi in America, in Europa e in Oceania. Durante questi concerti venne registrato il materiale per il live Entangled in Chaos che uscì nel 1996.

### Il primo album con Tucker (1996-1999)
In seguito alla tournée e all'apice del successo, David Vincent lasciò la band per unirsi ai Genitorturers, il gruppo industrial metal fondato da sua moglie Gen. La separazione dal gruppo creò scompiglio tra i fan, che rimasero spiazzati da questa scelta. Nello stesso periodo vi fu anche la partenza di Erik Rutan, il quale si dedicò ad un progetto personale che culminò con la formazione degli Hate Eternal.
La ricerca di un nuovo cantante e bassista richiese qualche mese e infine la scelta ricadde su Steve Tucker, proveniente dai Ceremony di Cincinnati.
Il sesto album dei Morbid Angel, Formulas Fatal to the Flesh, uscì nel 1998 e, come avvenne per Covenant, vide la partecipazione di Azagthoth in qualità di unico chitarrista. La scelta del titolo continuò la tradizione dell'ordine alfabetico, oltre a presentare tre F, la sesta lettera, in riferimento al numero 666. Con questa uscita la band decise di proporre delle sonorità che ricordassero i primi album, presentando dei brani più violenti rispetto a quelli del disco precedente. Il tour mondiale che ne seguì mostrò una band affiatata e compatta, grazie anche al ritorno di Erik Rutan.

### Gateways to AnnihilationeHeretic(2000-2004)

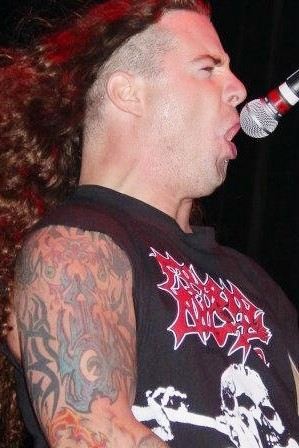
Jared Anderson

Nel 2000 realizzarono Gateways to Annihilation e ancora una volta la prerogativa del gruppo fu quella di apportare nuovi elementi in fase compositiva, pur mantenendo intatto il loro stile. Rispetto al precedente, questo album mostrò delle ritmiche più lente e delle atmosfere cupe e soffocanti. Gateways to Annihilation fu il primo lavoro in cui Tucker contribuì alla stesura dei testi e della musica. Dopo questa uscita vennero invitati dai Pantera a partecipare alla prima parte del loro Pantera Extreme Steel Tour negli Stati Uniti, al termine del quale Tucker lasciò temporaneamente la band. Al suo posto fu ingaggiato Jared Anderson, proveniente dagli Hate Eternal. Anderson li accompagnò nella seconda fase del Pantera Extreme Steel Tour, quando si aggiunsero anche gli Slayer. L'anno successivo il cantante si esibì ancora con i Morbid Angel di supporto ai Motörhead durante il loro tour nel Nord America. Al rientro dalla tournée Erik Rutan lasciò definitivamente la band per dedicarsi soltanto agli Hate Eternal insieme a Jared Anderson.
Con il ritorno di Steve Tucker, i tre membri rimasti cominciarono a produrre del materiale per un nuovo album e a settembre del 2003 uscì Heretic. Ancora una volta il disco venne accolto positivamente dai fan, così che in una settimana vendette 3 900 copie nei soli Stati Uniti. Per il tour mondiale che seguì l'uscita dell'album venne reclutato, in veste di turnista, il chitarrista Tony Norman. Prima delle tappe previste in America Centrale e in Sud America Steve Tucker si ritirò per problemi alla voce.

### Il ritorno di Vincent (2004-2010)

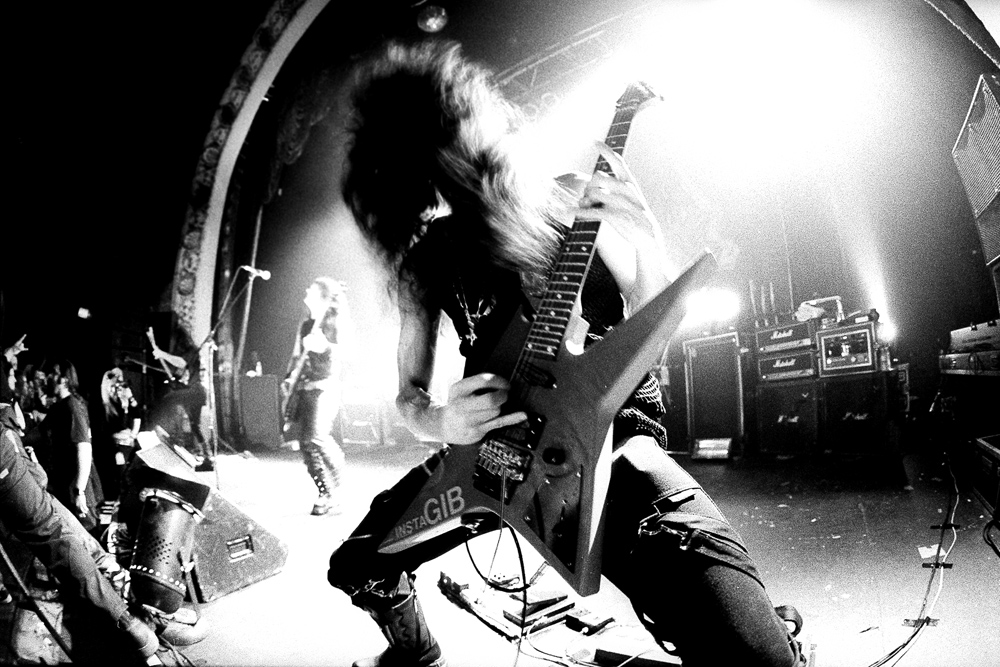
Trey Azagthoth e David Vincent dal vivo nel 2006

Nel 2004 David Vincent tornò a sorpresa nei Morbid Angel, che riuscirono così ad effettuare la tournée centro-sudamericana. Nel frattempo la band si impegnò nella ricerca di una nuova etichetta discografica, poiché non venne rinnovato l'accordo con la Earache. Il ritorno di Vincent fu celebrato con il tour Masters of Chaos che si svolse in Europa nel 2005 e negli Stati Uniti l'anno successivo. Per questi concerti si avvalsero ancora delle prestazioni del chitarrista Tony Norman. Sempre nel 2006 la band tornò nel Vecchio Continente per una serie di festival, tra cui il celebre Wacken Open Air, che videro il temporaneo ritorno di Erik Rutan al posto di Norman. Si ricreò così la stessa formazione che incise l'album Domination.

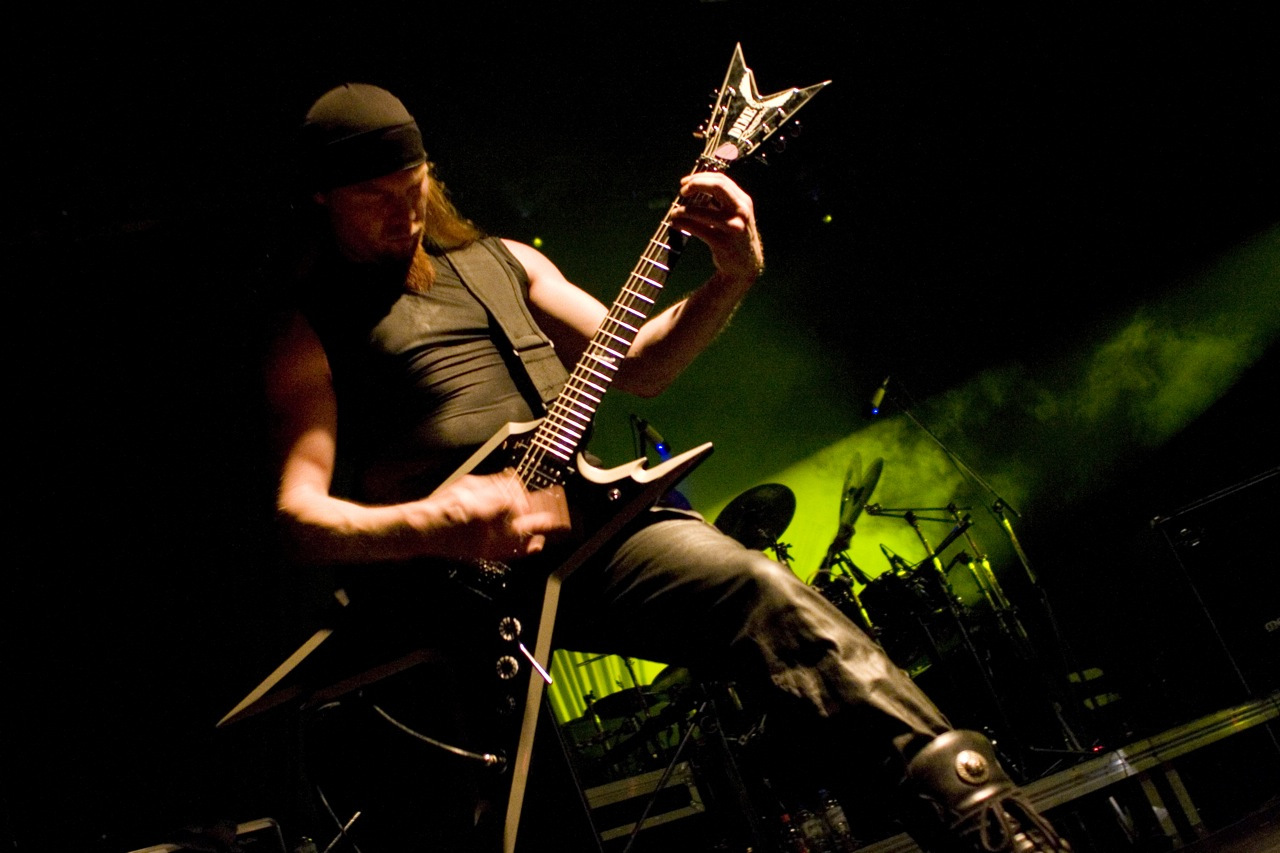
Il chitarrista Destructhor

Nella primavera del 2008 si misero al lavoro per la realizzazione di materiale destinato ad un nuovo album, effettuando inoltre delle selezioni per un secondo chitarrista.
La scelta ricadde su Destructhor, pseudonimo di Thor Anders Myhren, già membro del gruppo norvegese black metal Zyklon. A giugno dello stesso anno partirono per un tour europeo che li vide salire anche sul palco del Gods of Metal tenutosi a Bologna. Durante queste esibizioni eseguirono in anteprima il brano Nevermore, in seguito inserito nell'album successivo.
Durante il 2009 furono impegnati in una serie di concerti che li portarono in Messico, in Sud America, in Nuova Zelanda e in Australia.
A novembre dello stesso anno firmarono un contratto con la Season of Mist per la pubblicazione di un nuovo disco.
Il 18 marzo 2010 resero noto che il batterista Tim "The Missile" Yeung avrebbe sostituito Pete Sandoval, costretto a uno stop prolungato per via di un intervento chirurgico alla schiena e di una lunga riabilitazione. Nel successivo mese di giugno entrarono in studio per la registrazione dell'album Illud Divinum Insanus.

### Illud Divinum Insanuse i tour (2011-2015)

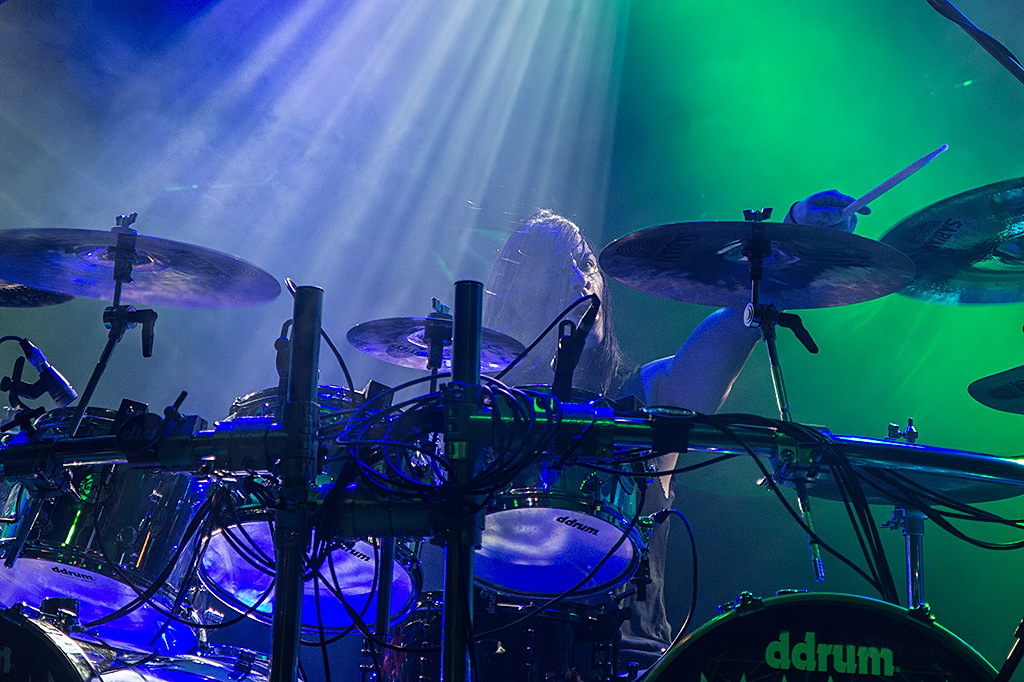
Tim Yeung in concerto nel 2012

Il 16 maggio del 2011 venne pubblicato il singolo Nevermore che uscì in vinile da 7" e in formato digitale. Il 6 giugno fu il momento di Illud Divinum Insanus, il loro primo album dal ritorno del frontman David Vincent e con Tim Yeung alla batteria.
Si tratta del disco più controverso dei floridiani, in cui le sonorità industrial metal sono preponderanti rispetto a quelle classiche del death metal.
Secondo Nielsen SoundScan, nel corso della prima settimana l'album vendette circa 3 600 copie negli Stati Uniti, raggiungendo la posizione nº 141 della classifica Billboard 200. Tuttavia il disco fu oggetto di pesanti critiche da parte dei fan e di molti recensori. Persino Pete Sandoval, che non partecipò alla realizzazione dell'album, rimase deluso dalle troppe sperimentazioni elettroniche. Durante un'intervista del 9 settembre 2011 rilasciata al blog brasiliano Som Extremo, disse:

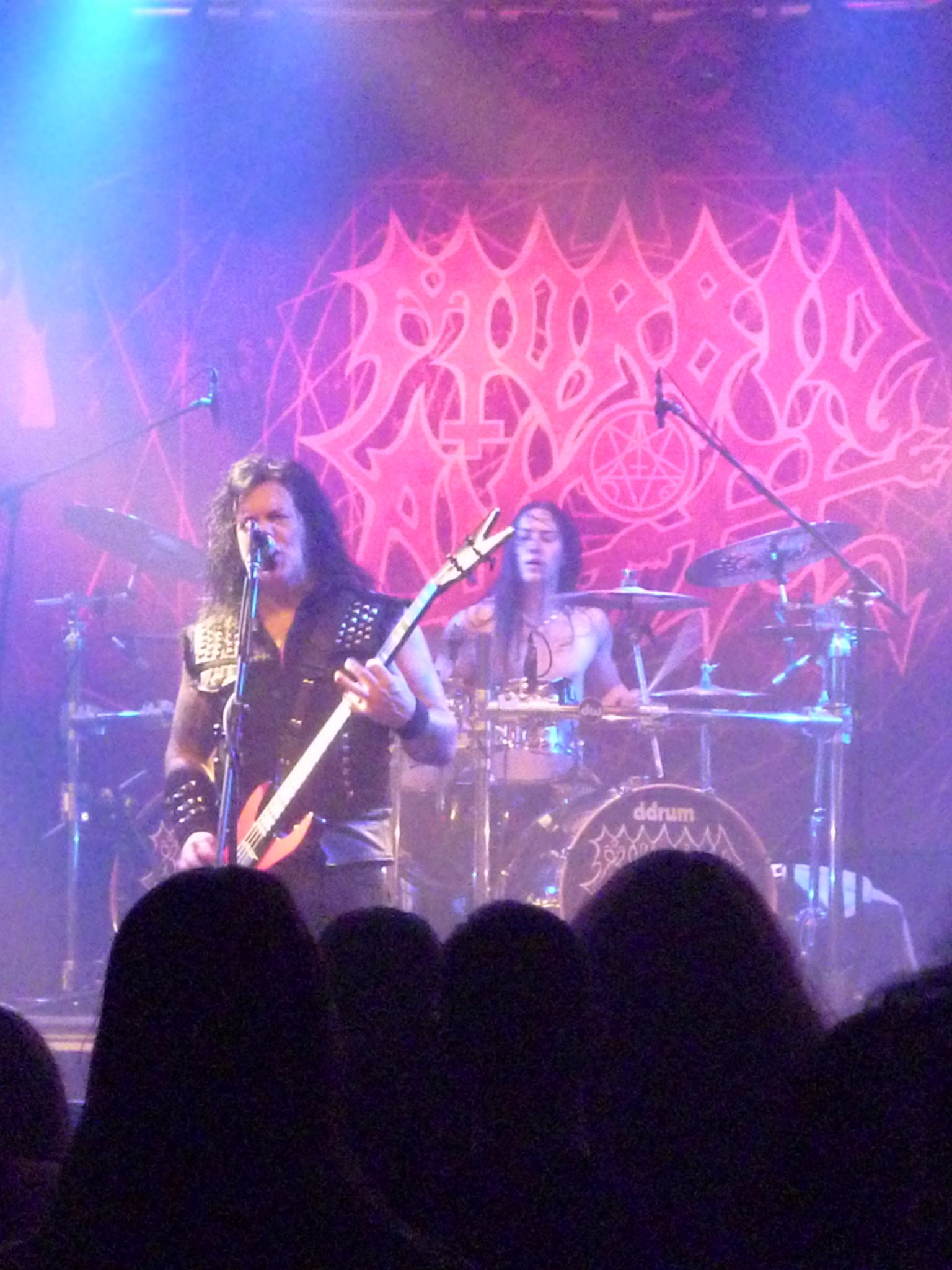
David Vincent e Tim Yeung dal vivo nel 2011

Sul finire dello stesso anno la Earache pubblicò Maximum Metal, un box set composto da quattro DVD con i filmati tratti da concerti di Morbid Angel (Live Madness '89), Deicide, At the Gates e Municipal Waste.
Il tour mondiale a supporto dell'album li tenne impegnati fino ad ottobre del 2012, ma già a novembre partirono per una nuova tournée che toccò l'Europa, il Sud America ed il Messico. Lo stesso anno venne pubblicato l’album di remix Illud Divinum Insanus - The Remixes composto da alcuni brani tratti dal lavoro precedente e riproposti in più versioni remixate. Per l'occasione si avvalsero della collaborazione di elementi appartenenti alla scena industrial, tra cui Laibach, Cevin Key, Synapscape, Nachtmahr e Project Pitchfork.
A partire dal mese di novembre del 2013, cominciando dalla loro nazione, intrapresero una tour mondiale per celebrare il ventennale dell'album Covenant, durante il quale riproposero per intero l'omonimo album. Il mese successivo David Vincent annunciò che lo storico batterista Pete Sandoval non avrebbe più fatto parte della formazione, considerando la sua nuova conversione alla fede cristiana incompatibile con l'immagine del gruppo.
Nell'estate del 2014 parteciparono anche al Summer Slaughter Tour che si svolse negli Stati Uniti e dopo una breve pausa si recarono in Europa per proseguire la tournée precedente.
Ad aprile del 2015 venne pubblicato Juvenilia, il loro secondo album dal vivo, che uscì soltanto in vinile da 12", a tiratura limitata di 1 500 copie, e in formato digitale. Il disco contiene la registrazione di un concerto che la band tenne nel 1989 durante il Grindcrusher Tour, lo stesso del DVD presente nel cofanetto Maximum Metal.

### Il ritorno di Tucker (2015-oggi)
Il 15 giugno del 2015 il chitarrista e fondatore Trey Azagthoth annunciò il rientro del bassista e cantante Steve Tucker, con il conseguente abbandono da parte di David Vincent. Lo stesso giorno il batterista Tim Yeung si separò dal gruppo per motivazioni di carattere economico. Vincent inizialmente smentì la sua uscita dalla band, sostenendo di farne ancora parte e che nessuno gli avesse chiesto di andarsene. Dopo quattro giorni anche Destructhor uscì dal gruppo.
Ad agosto del 2016 siglarono un accordo con la UDR per la pubblicazione di un nuovo album e dichiararono la loro intenzione di effettuare un tour nel 2017.
Il mese seguente la Earache Records diede alle stampe The Best of Morbid Angel, una raccolta dei loro migliori brani estratti dagli album pubblicati dalla stessa etichetta.
Il 9 gennaio del 2017 hanno annunciato che Scott Fuller, batterista degli Annihilated, è stato ingaggiato per registrare le parti di batteria sul prossimo album. L'11 dello stesso mese hanno invece reso noto che Dan Vadim Von sarà il nuovo chitarrista per il prossimo tour. Il 1º dicembre del 2017 è uscito il nono album in studio del gruppo: Kingdoms Disdained.

## Stile e influenze

### Sviluppo musicale

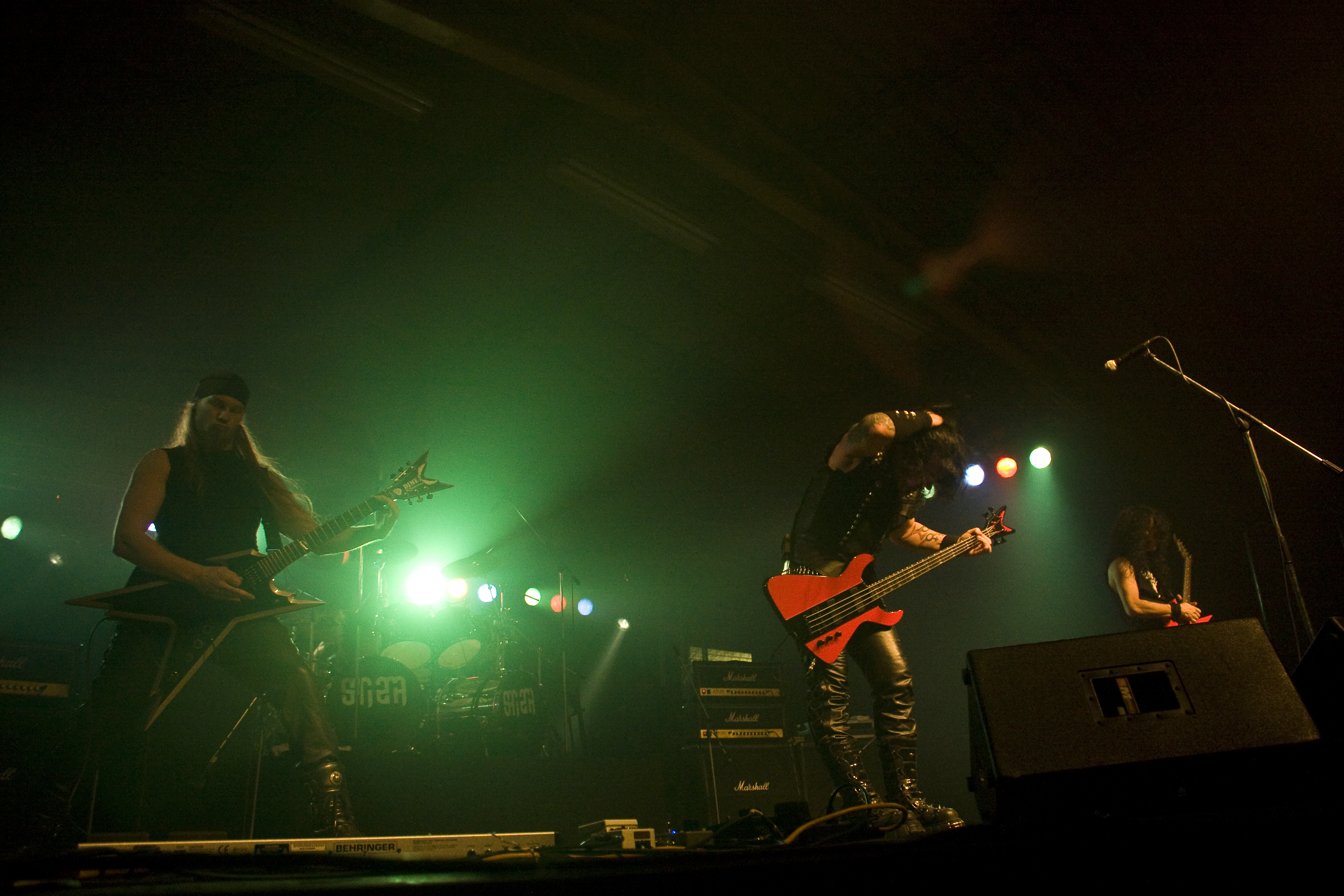
I Morbid Angel a El Salvador nel 2009

Inizialmente le composizioni dei Morbid Angel si svilupparono attraverso uno stile velocissimo e violento, un'estremizzazione del thrash metal. Il loro primo album, Altars of Madness, venne concepito anche con le rielaborazioni di alcune canzoni presenti sui loro demo. Il disco, al contempo, mostrò una band capace di creare brani dal forte impatto, similmente a quanto fecero i Death con il loro Scream Bloody Gore. La band definì la propria immagine anche tramite la concezione dei testi di natura blasfema.
Coi successivi Blessed Are the Sick e Covenant, anch'essi contenenti materiale proveniente dai demo, lo stile divenne più complesso. Vennero inseriti elementi meno canonici, come l'uso di dissonanze, la presenza di brani acustici e di ritmiche lente e solenni.
Anche il modo di cantare di David Vincent si evolse; la voce ringhiosa del primo album, ispirata ai cantanti grindcore, si tramutò via via in un growl più profondo.
Il loro quarto album stupì per l'apporto di ulteriori sperimentazioni, come l'utilizzo di filtri vocali, di parti sinfoniche e di soluzioni influenzate dall'industrial metal, tutti dosati in maniera oculata.
Con la partenza di Vincent le composizioni ritornarono ad essere più simili a quelle dei primi tre lavori, Formulas Fatal to the Flesh contiene infatti due brani scritti anni addietro da Trey Azagthoth (Hellspawn: The Rebirth e Invocation of the Continual One). Il disco successivo si distinse per le atmosfere cupe e sulfuree e per la presenza di ritmiche moderate, mentre con Heretic la band ritornò su ritmi più veloci.
Una novità apportata con l'arrivo di Steve Tucker fu la presenza di canzoni con alcune linee vocali in screaming. Queste parti vennero interpretate in alcuni casi da Azaghtoth e in altri dallo stesso Tucker.
Caratteristica comune di Formulas Fatal to the Flesh e Heretic fu anche la presenza di interludi strumentali sperimentali.
Il suono dei Morbid Angel si contraddistinse anche per l'apporto stilistico dell'ex batterista Pete Sandoval, grazie all'estrema velocità di esecuzione e all'uso di blast beat ritmicamente precisi.
Un ulteriore elemento distintivo venne fornito da Trey Azagthoth mediante i suoi assoli di chitarra disarmonici, spesso caratterizzati dall'uso di effetti a pedale.
Con il disco Illud Divinum Insanus cambiarono radicalmente i loro stilemi, infarcendo le composizioni di musica elettronica ed elementi tipici dell'industrial metal.

### Influenze

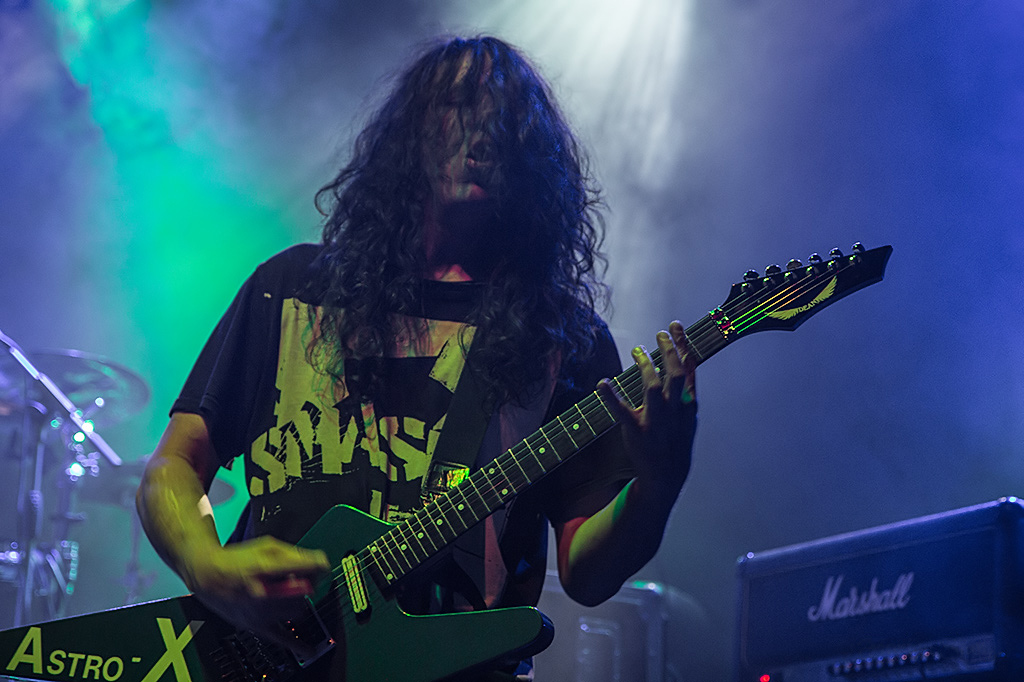
Trey Azagthoth in concerto nel 2012

Lo stile musicale iniziale dei Morbid Angel prese spunto della scena thrash metal dei primi anni ottanta, avendo come punti di riferimento Dark Angel, Kreator, Slayer e Metallica. Le loro sonorità però si svilupparono anche traendo ispirazione dalle band di cui erano appassionati ad inizio carriera. In varie interviste i membri dei Morbid Angel dichiararono di essere stati influenzati dall'ascolto di gruppi quali Black Sabbath, Judas Priest, Iron Maiden e Mercyful Fate.
Il chitarrista Trey Azagthoth non ha mai nascosto di essersi ispirato ad Eddie van Halen per il suo modo di suonare.
A settembre del 2003, durante un'intervista concessa al sito Metallus.it, rilasciò invece una dichiarazione riguardo agli ascolti che potrebbero influire sul suo modo di comporre musica:
L'album Illud Divinum Insanus del 2011, risentì invece delle forti influenze industrial metal portate da David Vincent, di ritorno dalla sua esperienza con i Genitorturers.
I Morbid Angel, a loro volta, ispirarono molti gruppi musicali della scena metal più estrema, tra cui Immortal, Children of Bodom, Opeth, Tribulation e Gojira
Altri gruppi musicali, tra cui Zyklon, Vader, Krisiun e Behemoth resero loro omaggio partecipando all’album tributo
Tyrants From The Abyss - A Tribute To Morbid Angel del 2002 .

## Testi
La stesura dei testi dei primi tre dischi venne eseguita da David Vincent e da Trey Azagthoth. Quest’ultimo scrisse anche tutti quelli inclusi in Formulas Fatal to the Flesh, mentre Vincent fece lo stesso per Domination. Steve Tucker si dedicò invece interamente alla scrittura dei brani presenti su Gateways to Annihilation e Heretic.
I principali argomenti trattati nei testi scritti da Vincent sono di concezione socio politica, basandosi sul satanismo e l'anti-religione, invece quelli degli altri due autori riguardano principalmente l'occulto e la spiritualità.
Alcune delle canzoni scritte da Azagthoth prendono spunto dai racconti del Ciclo di Cthulhu di H.P. Lovecraft e dalle religioni della Mesopotamia, spesso unendo i due elementi. Questi testi riprendono anche dei passaggi contenuti nel Necronomicon di Simon un libro tratto da un manoscritto antico che venne spacciato per vero.

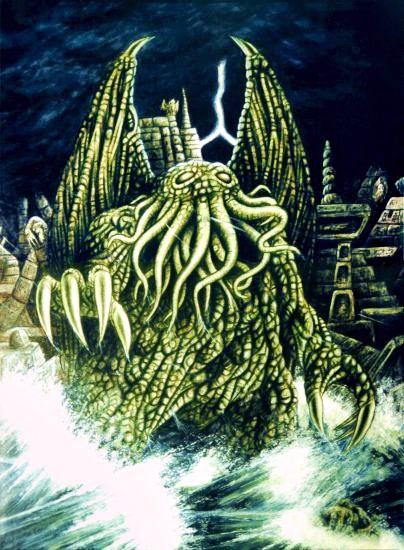
Riproduzione artistica di Cthulhu

### Ciclo di Cthulhu
- Azathoth (Azagthoth) è il titolo della quarta traccia del demo Abominations of Desolation.[125]
- Cthulhu (Cthulu, Kutulu, Chthhulhu) è nominato nei brani: Lord of All Fevers & Plague (Altars of Madness), The Ancient Ones (Blessed Are the Sick), Angel of Disease (Covenant), Heaving Earth, Hellspawn: The Rebirth e Umulamahri (queste ultime tre presenti sull'album Formulas Fatal to the Flesh).[15][125]
- I Grandi Antichi vengono citati nei testi di: The Ancient Ones (Blessed Are the Sick), Sworn to the Black (Covenant) e Prayer of Hatred (Formulas Fatal to the Flesh).[15][125]
- Yog-Sothoth appare nella canzone Unholy Blasphemies (Blessed Are the Sick).[15][125]
- Shub-Niggurath è menzionato in Angel of Disease (Covenant).[15][125]

### Mitologia mesopotamica
Molte volte nei testi vengono citate le divinità degli Assiri, dei Babilonesi e dei Sumeri. Si possono quindi riscontrare:
- Tiāmat, dea primordiale degli oceani e madre di tutto il cosmo.[99]
- Apsû (Absu), divinità dell'oceano sotterraneo, sposo di Tiamat e padre degli dèi.[99]
- Kingu, primogenito di Tiamat e Apsû secondo il mito babilonese.[125]
- Mummu, dio babilonese delle nebbie.[122]
- Dumuzi o Ama-ushumgal-anna (Amah-Ushumgal-Anna),[128] lo sposo di Inanna nella religione dei Sumeri.[129]
- Ḫumbaba, il divino guardiano della Foresta dei Cedri.[129]
- Ningishzida (Ninnghizhidda), divinità sumera raffigurata come un serpente.[130]
- Anunnaki, l'insieme degli dèi sumeri, e più tardi assiro-babilonesi.[129]
- Pazuzu, dèmone assiro-babilonese, re degli spiriti malvagi dell'aria.[131]
- Namtar (Nammtar), dèmone della mitologia babilonese.[125]
- Azazel, dèmone dei deserti della Mesopotamia.[99]
- Asag, dèmone dei deserti della tradizione sumerica.[121]

## Controversie

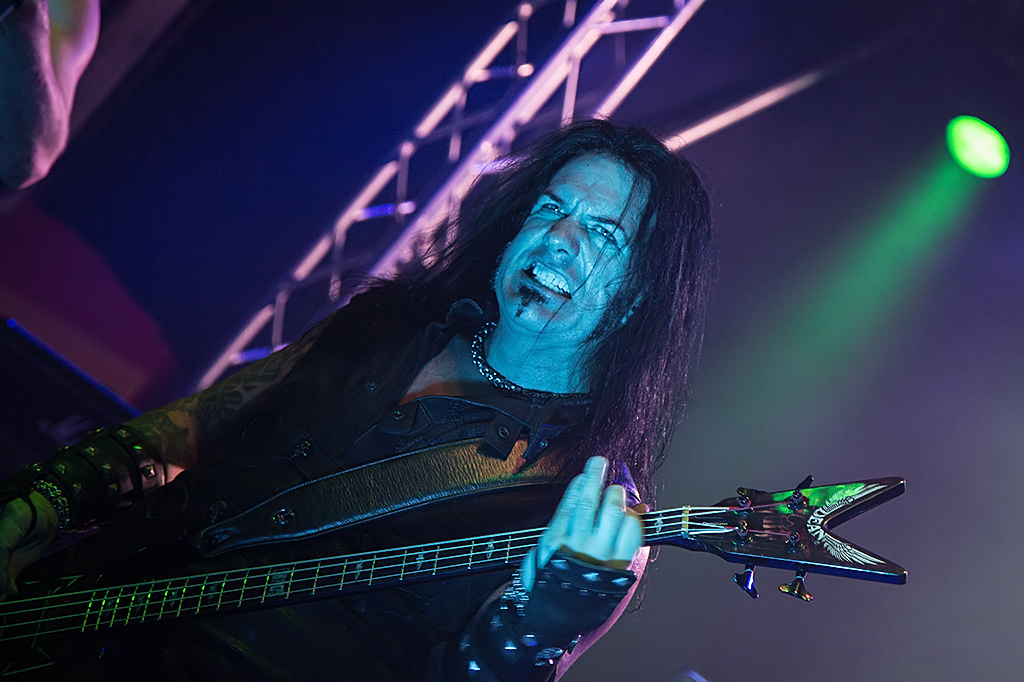
David Vincent nel 2012

Una questione spinosa riguardò l'album di debutto dei Morbid Angel. Sebbene loro considerino Altars of Madness come il primo disco ufficiale, l'ex batterista Mike Browning smentì più volte questa affermazione. Browning in molte interviste sostenne che l'esordio discografico dei Morbid Angel fosse Abominations of Desolation, lavoro a cui partecipò registrando le parti vocali e di batteria. Nel 1986 i Morbid Angel, siglando un accordo con la Goreque Records, all'epoca gestita da David Vincent, incisero l'album, ma decisero di lasciarlo inedito perché non ne furono pienamente soddisfatti. Questo disco venne poi pubblicato nel 1991 dall'etichetta discografica Earache Records. Nonostante ciò la band lo considera un demo, come riportato sulla pagina web della biografia riportata sul loro sito.
Anche l'abbandono di Pete Sandoval creò disaccordo tra il batterista e David Vincent. Quest'ultimo sostenne che Sandoval non avrebbe più suonato nei Morbid Angel a causa della sua conversione al cristianesimo, in quanto non compatibile con le idee della band. In seguito Sandoval diede la sua versione della vicenda, dichiarando che la sua uscita dal gruppo avvenne per via del protrarsi di problemi alla colonna vertebrale.
Un'altra controversia sorse a causa del progetto I Am Morbid, una band formata nel 2016 per volere di David Vincent, a cui si unì anche il batterista Tim Yeung. Entrambi avevano lasciato il gruppo l'anno precedente, così decisero che si sarebbero esibiti in una serie di concerti in Brasile proponendo un repertorio proveniente dai primi quattro album dei Morbid Angel. La scelta scatenò una polemica con la madre di Trey Azagthoth, che criticò apertamente questa scelta tramite un post sulla pagina internet dell'evento tenutosi a San Paolo.

## Formazione
Attuale
- Trey Azagthoth – chitarra (1984-presente), tastiera (1991, 1993, 1995, 1998)
- Steve Tucker – voce e basso (1997-2001, 2002-2004, 2015-presente)
- Dan Vadim Von – chitarra (2017-presente)
- Charlie Koryn – batteria (2023-presente)

Ex componenti
- Kenny Bamber – voce (1985)
- Michael Manson – voce (1986)
- David Vincent – voce e basso (1989-1996, 2004-2015), tastiera (2011)
- Richard Brunelle – chitarra (1985-1992)
- Erik Rutan – chitarra (1993-1996, 1998-2002, 2006), tastiera (1995, 2000)
- Destructhor (Thor Anders Myhren) – chitarra (2008-2015)
- Dallas Ward – basso e voce (1984-1985)
- John Ortega  – basso (1985-1986)
- Sterling "Von" Scarborough – basso (1986)
- Jared Anderson – basso e voce (2001-2002)
- Mike Browning – batteria e voce (1984-1986)
- Wayne Hartsell – batteria (1986-1988)
- Pete Sandoval – batteria (1988-2010), tastiera (2003)
- Tim Yeung – batteria (2010-2015)
- Scott Fuller – batteria (2017-2022)

Turnisti
- Tony Norman – chitarra (2002-2006)

## Discografia

### Album in studio

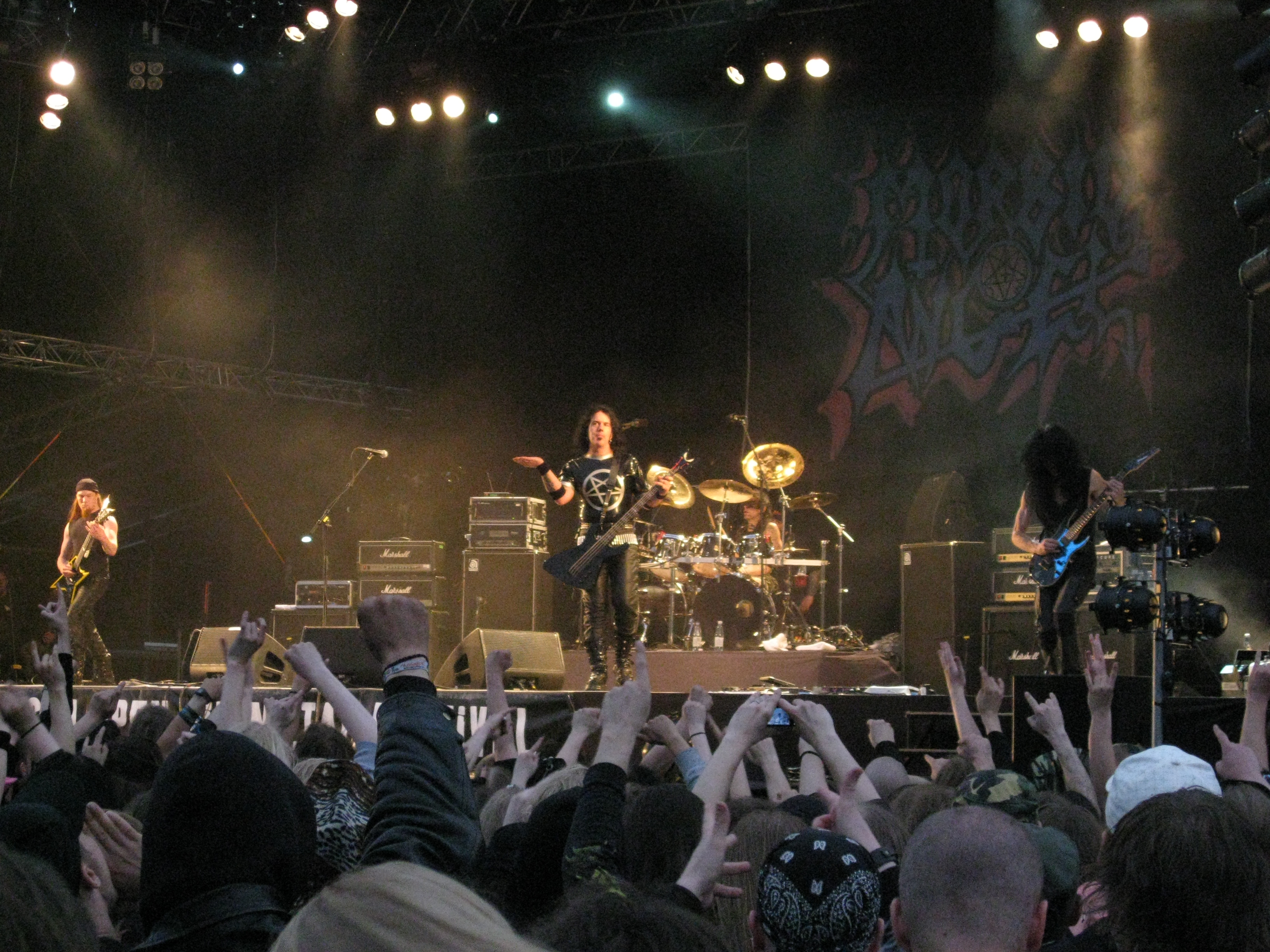
I Morbid Angel durante un concerto del 2008

- 1989 – Altars of Madness
- 1991 – Blessed Are the Sick
- 1993 – Covenant
- 1995 – Domination
- 1998 – Formulas Fatal to the Flesh
- 2000 – Gateways to Annihilation
- 2003 – Heretic
- 2011 – Illud Divinum Insanus
- 2017 – Kingdoms Disdained

### Album dal vivo
- 1996 – Entangled in Chaos
- 2015 – Juvenilia

### Raccolte
- 2016 – The Best of Morbid Angel

## Tournée
- 1988 – American Tour
- 1989 – Grindcrusher Tour
- 1990 – Madness Tour
- 1991/92 – Sickness Tour
- 1993/94 – Covenant Tour
- 1995/96 – Domination Tour
- 1998/99 – Formulas Fatal to the Flesh Tour
- 2003/04 – Heretic Tour
- 2005/06 – Masters of Chaos
- 2008 – European Tour Summer 2008
- 2009 – Australian & New Zealand Tour 2009
- 2009 – Central & South American Tour 2009
- 2011/12 – Illud Divinum Insanus Tour
- 2012 – European Tour 2012
- 2013 – Central & South American Tour 2013
- 2013/14 – 20th Anniversary of Covenant
- 2014 – Summer Slaughter Tour
- 2017 – 2017 United States Tour

## Curiosità
Il 31 marzo 2023, furono coinvolti nel crollo del teatro Apollo di Belvidere a causa di un uragano che colpì la cittadina di Belvidere, nell'Illinois, distruggendo il teatro dove avrebbero dovuto esibirsi. Alle 20:52 pubblicarono un post su Facebook confermando la cancellazione dello spettacolo, 70 minuti dopo il tornado.